# Walerian Łukasiński

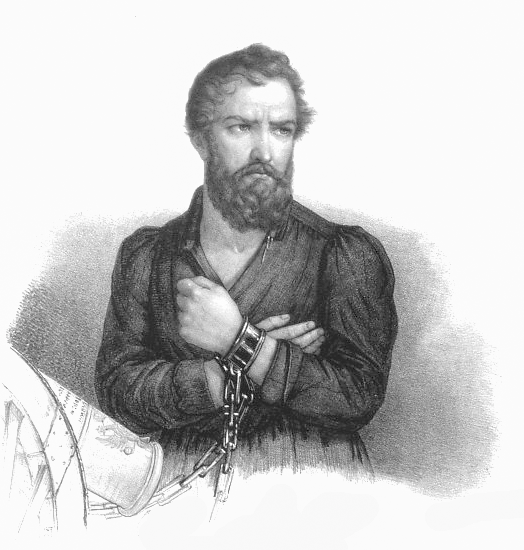
Walerian Łukasiński

Walerian Łukasiński (* 15. April 1786 in Warschau; † 27. Januar 1868 in Schlüsselburg) war ein polnischer Offizier und politischer Aktivist. Er wurde von den zaristischen Behörden aufgrund von Gehorsamsverweigerung zu vierzehn Jahren Haft verurteilt, verblieb aber bis zu seinem Tode sechsundvierzig Jahre in Haft. Er gilt als bedeutende Figur des polnischen Widerstandes gegen die russische Herrschaft und wird in Polen als Nationalheld verehrt.

## Leben und Werk

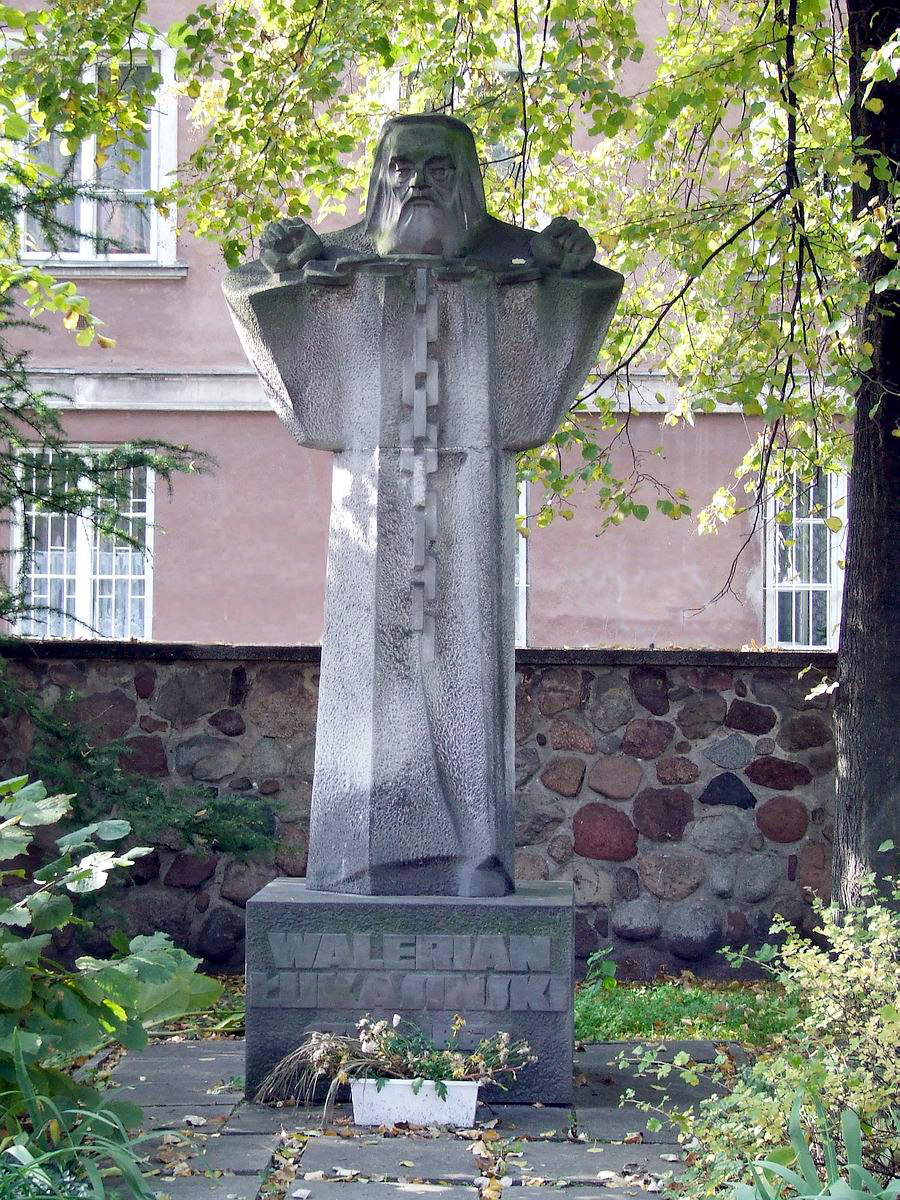
Łukasiński-Gedenkstätte in Warschau

Łukasiński wurde 1786 in Warschau geboren. Zu dieser Zeit war Polen schon durch die erste Polnische Teilung verkleinert worden. Warschau war aber noch die Hauptstadt des Staates. Nachdem Napoléon das Herzogtum Warschau 1807 gegründet hatte, meldete sich Łukasiński für die polnische Armee. Auch nach dem Untergang des  Herzogtums Warschau verblieb er in der Armee. Er diente auch in der Armee des 1815 gegründeten Staates Kongresspolen.
Ab 1818 bemühte er sich Kontakte zu anderen Freiheitskämpfern herzustellen. Er selbst versuchte 1818 eine Untergrundarmee, die sogenannte Wolnomularstwo Narodowe ("Nationale Freimaurer"), zu gründen. Diese bestand nur für einige Monate.
Łukasiński weigerte sich verschiedene polnische Offiziere aus dem Dienst zu entlassen. Die zaristischen Behörden klagten ihn wegen aufrührerischer Tätigkeiten und Befehlsverweigerung an und verurteilten ihn zu 7 Jahren Zwangsarbeit in der Stadt Zamość. Seine Haftzeit wurde auf vierzehn Jahre verdoppelt, da er sich angeblich an einem Aufstand gegen die schlechten Bedingung in der Haft als Anführer beteiligt hatte.
Im Zuge des Novemberaufstands wurden die Haftbedingungen für die polnischen Häftlinge abermals verschärft. Ab 1830 wurden verschiedene polnische Widerstandskämpfer in das Hochsicherheitsgefängnis Schlüsselburg verlegt. Łukasiński war hier ab 1831 in Einzelhaft bis zu seinem Tode im Jahre 1868. Angeblich soll Łukasiński Kontakt zu dem russischen Revolutionär Michail Alexandrowitsch Bakunin gehabt haben, der ebenfalls in der Festung Schlüsselburg inhaftiert war.

## Rezeptionen
Der polnische Künstler Stanisław Wyspiański verarbeitete das Schicksal von Łukasiński in dem Theaterstück Noc listopadowa (dt.: Novembernacht, 1904).